# Ommatius pernecessarius
Ommatius pernecessarius är en tvåvingeart som beskrevs av Scarbrough 2003. Ommatius pernecessarius ingår i släktet Ommatius och familjen rovflugor. Inga underarter finns listade i Catalogue of Life.